# Niphargus cepelarensis
Niphargus cepelarensis is een vlokreeftensoort uit de familie van de Niphargidae. De wetenschappelijke naam van de soort is voor het eerst geldig gepubliceerd in 1959 door S. Karaman & G. Karaman.